# Andy Biersack
Pour les articles homonymes, voir Biersack.
 (août 2011).
Si vous disposez d'ouvrages ou d'articles de référence ou si vous connaissez des sites web de qualité traitant du thème abordé ici, merci de compléter l'article en donnant les références utiles à sa vérifiabilité et en les liant à la section « Notes et références ».
Andy Biersack (de son nom complet Andrew Dennis Biersack) est un chanteur, guitariste, bassiste et pianiste américain né le 26 décembre 1990 à Cincinnati, dans l'Ohio.
Il est depuis 2006 le chanteur du groupe de rock Black Veil Brides, dont il est le fondateur. En 2014, il crée un projet solo parallèle au groupe, prenant pour l'occasion le surnom d'Andy Black.

## Carrière

### Débuts
Le père d'Andy, Chris Biersack, alias « Brock », a lui aussi fait carrière dans le monde de la musique. Il faisait partie d'un groupe punk nommé The Edge. Lui et Amy, la mère d'Andy, n'ont eu que ce dernier comme enfant.
Dès son plus jeune âge, Andy est attiré par la musique. À l'âge de 14 ans, il décide de créer son premier groupe qu'il nomme « Biersack ». Andy commencera également une carrière d'acteur dans des publicités pour l'opérateur téléphonique AT&T ou encore pour Montana Meth, et abandonnera son groupe.

### Black Veil Brides

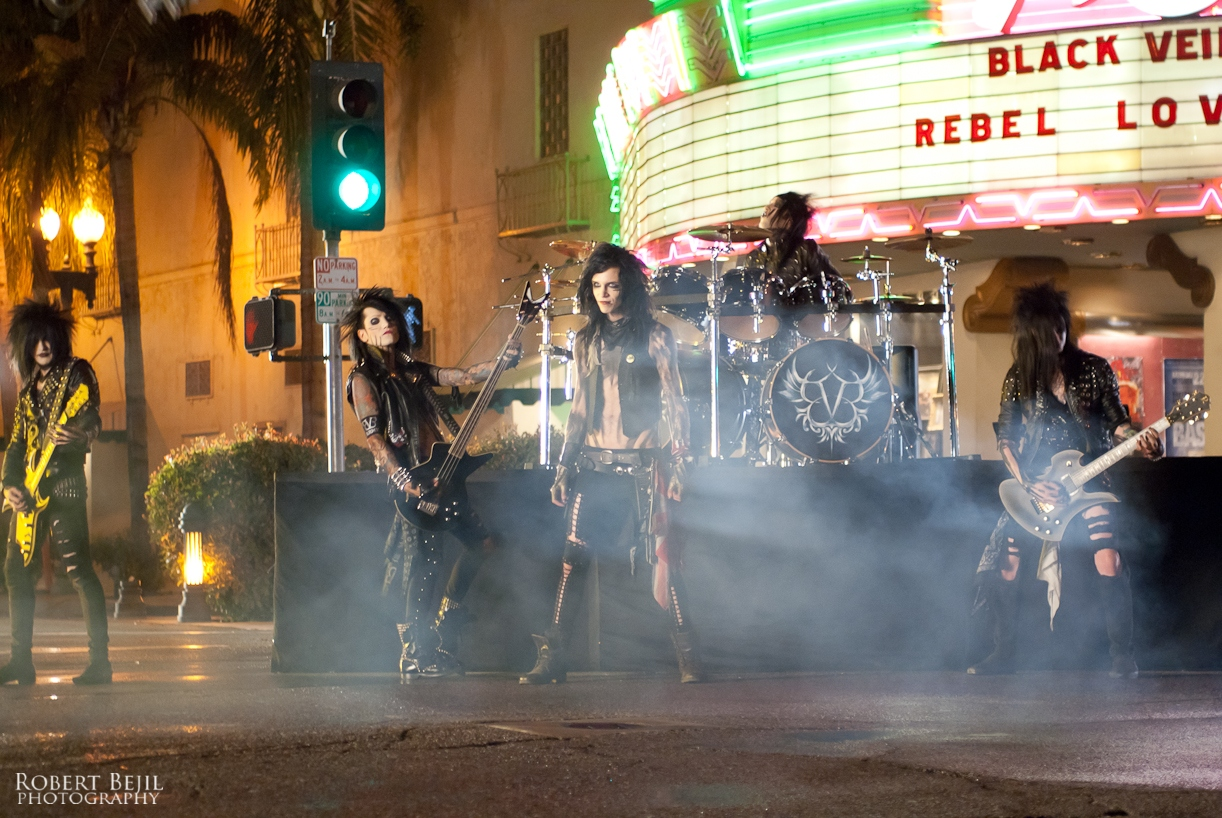
Behind the scenes shots of Black Veil Brides shooting their music video for "Rebel Love Song".

Black Veil Brides est un groupe de rock américain basé à Hollywood en Californie et formé en 2006 à Cincinnati, Ohio. Ce groupe est composé de 5 membres : Ashley Purdy (bassiste, choriste), Andy Biersack (chanteur principal), Jinx (violon, guitare rythmique), Jake Pitts (guitariste principal) et Christian (batteur). Ce groupe est principalement connu pour son utilisation de vêtements, de peinture pour le corps et de maquillage noir et long et leur accessoires de scène macabres, ce qui a inspiré de nombreux jeunes.[réf. souhaitée]
Le son de Black Veil Brides dans ses premiers enregistrements tels que Sex & Hollywood, Hello My Hate et A Devil For Me montre une influence de groupes comme Generation X, The Damned et Lords of the New Church[réf. souhaitée], tandis que des enregistrements plus récents tels que We Stitch These Wounds, The Gunsling, Knives and Pens et même la ballade Mortician's Daughter démontrent clairement la croissance musicale et lyrique du groupe, et comment ils se mesurent à leurs contemporains[réf. souhaitée]. Les Black Veil Brides rendent également hommage dans leurs crochets et leurs mélodies au rock de groupes tels que Poison et KISS.
Andy Biersack reprend plus tard son projet musical. Il crée le personnage d'Andy Sixx et fonde le groupe Black Veil Brides (BVB).
Le premier single des Black Veil Brides, Knives and pens, extrait de l'album We Stitch These Wounds, connaît un grand succès et parle de discrimination. Andy s'est en effet inspiré de son enfance pour dénoncer ces actes.
À l'occasion de la sortie de leur deuxième album, Set the World on Fire, il reprend son vrai nom de famille et se fait désormais appeler Andy Biersack.

### Carrière solo
Début 2014, Andy Biersack commence à composer des chansons avec l'aide du producteur John Feldmann. Après avoir composé neuf titres, il décide de créer un projet solo et en fait l'annonce en mai 2014 lors d'une interview avec le magazine Kerrang!, précisant que le projet s’appellera « Andy Black », et que cela se fera en parallèle à Black Veil Brides. Il déclare souhaiter explorer d'autres styles musicaux (notamment en s'inspirant de groupes new wave tels que The Sisters of Mercy ou Depeche Mode), et qu'il préfère le faire de son côté pour ne pas mettre en péril l'intégrité du groupe,.
Le 19 mai 2014, il sort la chanson They Don’t Need to Understand, dont le style se rapproche du genre dark wave. Le clip en noir et blanc a été réalisé par son ami Patrick Fogerty, qui réalise souvent les clips de Black Veil Brides,.
Le 21 mars 2016, le single We Don't Have To Dance est mis en ligne sur YouTube (ce même titre est utilisé dans le jeu WWE 2K17), appartenant à l'album The Shadow Side qui sort le 6 mai 2016.

### Websérie
Andy Biersack participe également à une websérie disponible sur YouTube créée par son cousin, Joe Flanders. Average Joe est une série d'épisodes comiques qui présente la vie d'un jeune homme maladroit, Joe Flanders, et Andy Biersack y joue le rôle de l'ami (ainsi que le cousin) du protagoniste. On y retrouve aussi Christian C.C. Coma, le batteur de Black Veil Brides.

## Vie privée
Étant petit, Andy Biersack est souvent rejeté par ses camarades à cause de son obésité[réf. nécessaire]. À l'âge de 13 ans, il commence à perdre du poids et à affirmer sa personnalité, notamment en se coiffant d'une manière particulière et en se faisant des mèches de cheveux colorées (rouge,vert...). Il porte aussi du noir et des vêtements près du corps, ce qui ne passe pas inaperçu aux yeux des autres adolescents qui tiennent des propos homophobes à son égard[réf. nécessaire]. À l'aide de son nouveau look « emo », il décide de se créer un personnage, Andy Sixx, pour se protéger d'autrui. C'est en créant le groupe Black Veil Brides qu'il y parvient.
Il a eu une longue relation avec l'actrice et chanteuse américaine Scout Taylor-Compton pendant 5 ans (de 2005 à fin 2010)[réf. nécessaire].
À partir de juillet 2011, Andy Biersack se met en couple avec Juliet Simms, chanteuse du groupe de rock américain Automatic Loveletter, avec qui il se marie le 17 avril 2016 à Miami. Ils ont ensemble rejoint en mars 2015 le Alive Music Project et la campagne It Gets Better afin de soutenir la jeunesse LGBT et combattre l'homophobie « à travers la musique ». Ils ont dans cette optique créés une levée de fonds sur le site web Prizeo, récoltant 15 000 $ dès le premier jour, et offrant des prix tels que des t-shirts, photos et guitares signées, ainsi qu'une place pour le Vans Warped Tour,.

## Filmographie
- 2012 : Legion of the Black de Patrick Fogarty, Andy Biersack et Richard Villa III : The Prophet
- 2017 :  American Satan de Ash Avildsen et Matty Beckerman : Johnny Faust
- 2021 : Paradise City de Ash Avildsen et Matty Beckerman : Johnny Faust (8 épisodes)